# SN 2010as
SN 2010as – supernowa typu Ib/c odkryta 19 marca 2010 roku w galaktyce NGC 6000. W momencie odkrycia miała maksymalną jasność 15,50m.